# Prodlis, prodlis, otjarovanje...
Prodlis, prodlis, otjarovanje... (russisk: Продлись, продлись, очарованье…, da.: ~ Stille, stille. charme ...) er en sovjetisk spillefilm fra 1984 af Jaropolk Lapsjin.

## Medvirkende
- Iya Savvina som Anna Konstantinovna Sjarygina
- Oleg Jefremov som Anton Nikolaevitj Skvortsov
- Aleftina Jevdokimova som Tatjana
- Leonid Kulagin
- Marina Jakovleva som Ljuba